# 范艾倫探測器
范艾倫探測器（英語：Van Allen Probes），原名為輻射帶風暴探測器（英語：Radiation Belt Storm Probes，縮寫：RBSP）是兩艘用來研究環繞地球的范艾倫輻射帶的自動控制太空船。這是NASA指揮的范艾倫探測任務，屬於與恆星共存計畫中的一部分。 對瞭解輻射帶的環境和它的變異性，以研究太空船的操作、系統設計和派遣與規劃太空人的安全領域和實際的應用有其重要性。這兩艘太空船於2012年8月30日發射。

## 回顧
NASA的戈達德太空飛行中心管理所有的與恆星共存專案，包括太陽動力學天文台（Solar Dynamics Observatory，SDO）與RBSP，應用物理實驗室負責RBSP的總體執行情況和文書作業。主要的任務時程至少是2年，情況許可則期望能延長到4年。太空船還將與RBSP相對論電子衰減氣球陣列（Balloon Array for RBSP Relativistic Electron Losses，BARREL）密切配合，可以測量逃逸出輻射帶的一顆粒子和它穿越地球大氣層的完整路徑。
輻射帶風暴探測器是NASA與恆星共存專案的一部分，由位於綠堤的戈達德太空飛行中心管理。約翰·霍普金斯大學應用物理實驗室為NASA管理此一任務和建造和操控范艾倫探測器。

### 里程碑
- 2007年1月30-31日：完成任務觀念的審查[6]。
- 2008年10月：主要設計審查。
- 2009年1月：確認通過審查。
- 2012年4月30日：探測期從在馬里蘭勞雷爾的應用物理實驗室運送到卡納維爾角空軍基地。
- 探測器於2012年8月30日4:05 (EDT) 從佛羅里達的卡納維爾角空軍基地第41號太空發射站發射升空[7]。

### 發射載具
在2009年3月16日，聯合發射聯盟（United Launch Alliance，ULA）宣布NASA已經通知批准ULA使用擎天神五號運載火箭401火箭發射RSBP。NASA在8月23日清早，於到數4分鐘時延遲了發射。8月24日，惡劣的天氣再度延遲了發射，以及為防範之後的颶風以撒和保護火箭與衛星又再度延遲，直到2012年8月30日4:05 (EDT)才發射。

## 科學研究
范艾倫輻射帶是會隨著時間推移的太空氣候的一部分，伴隨著從太陽噴發出來，充斥在整個太陽系的能量和物質膨脹和收縮。太空氣候是在夜晚的微光極光的來源，但是它也會破壞衛星，導致電力網格的損壞和造成GPS的混亂。范艾倫探測器將協助科學家了解這一個區域，以設計出更好的，可以在嚴酷的外太空生存的太空船。這個任務讓科學家了解相對論性質的電子和離子在太空中的分佈與如何形成和變化，以及因應太陽活動和太陽風的變化。
這個任務一般性的科學目標有：
- 發現那些進程－單獨或是組合－在輻射帶中的粒子是如何和在甚麼條件下加速和傳輸。
- 瞭解翰量化輻射帶中電子的流失。
- 確定造成電子加速進程和造成電子流失兩者之間的平衡。
- 瞭解輻射帶是如何引起磁暴和其間的變化。

## 太空船
范艾倫探測器包括兩艘由擎天神五號運載火箭發射，穩定自旋的太空船。這兩艘探太空船必須在它們要研究的惡劣環境中操作；而其它的衛星在這種激烈的太空天氣下都會自行關閉或有著近乎奢侈的保護裝置，但范艾倫探測器卻必須繼續蒐集資料。因此，這兩艘太空船必須能抵擋鋪天蓋地而來的各種輻射和粒子，才能體驗太空中活動最激烈區域。

### 儀器
因為這是兩艘至關重要且完全相同的太空船，用來觀測輻射帶在時間和空間上的變化，因為它是至關重要的兩艘太空船，每艘的探測儀器都將執行以下的測量：
1. 高能粒子、組成、和熱電漿（ECT）儀器套件 ：首席研究員是新罕布夏大學的哈崙·斯賓塞 （页面存档备份，存于）。在這項研究中關建的夥伴是洛斯阿拉莫斯國家實驗室（LANL）、美國西南研究院、航太公司和LASP。
2. 帶電體和磁場儀套件與綜合的科學（EMFISIS）：首席研究員是來自愛荷華大學的的Craig Kletzing。
3. 電場和波儀器（EEW）：首席研究員是來自明尼蘇達大學的約翰甘特。在這個研究的關鍵夥伴包括加利福尼亞大學柏克萊分校和科羅拉多大學的博爾德。
4. 輻射帶風暴探測器離子組成實驗（RBSPICE）；首席研究員是新澤西理工學院的Lou Lanzerotti  。主要的合作夥伴包括應用物理實驗室和基礎技術，LLC  （页面存档备份，存于）。
5. 來自美國國家偵察局的相對論粒子光譜儀。

## 科學成果
在2013年2月，使用范艾倫探測器的資料發現發現臨時的第3個范艾倫輻射帶。他們說第3個范艾倫輻射帶只持續了幾個星期。

## 外部連結
- NASA Radiation Belt Storm Probes Mission page （页面存档备份，存于）
- Johns Hopkins APL Radiation Belt Storm Probes Mission （页面存档备份，存于） page
- Radiation Belt Storm Probes的X（前Twitter）
- Hi-res spherical panoramas in the clean room before encapsulation for launch